# Arte de la Antigua Roma

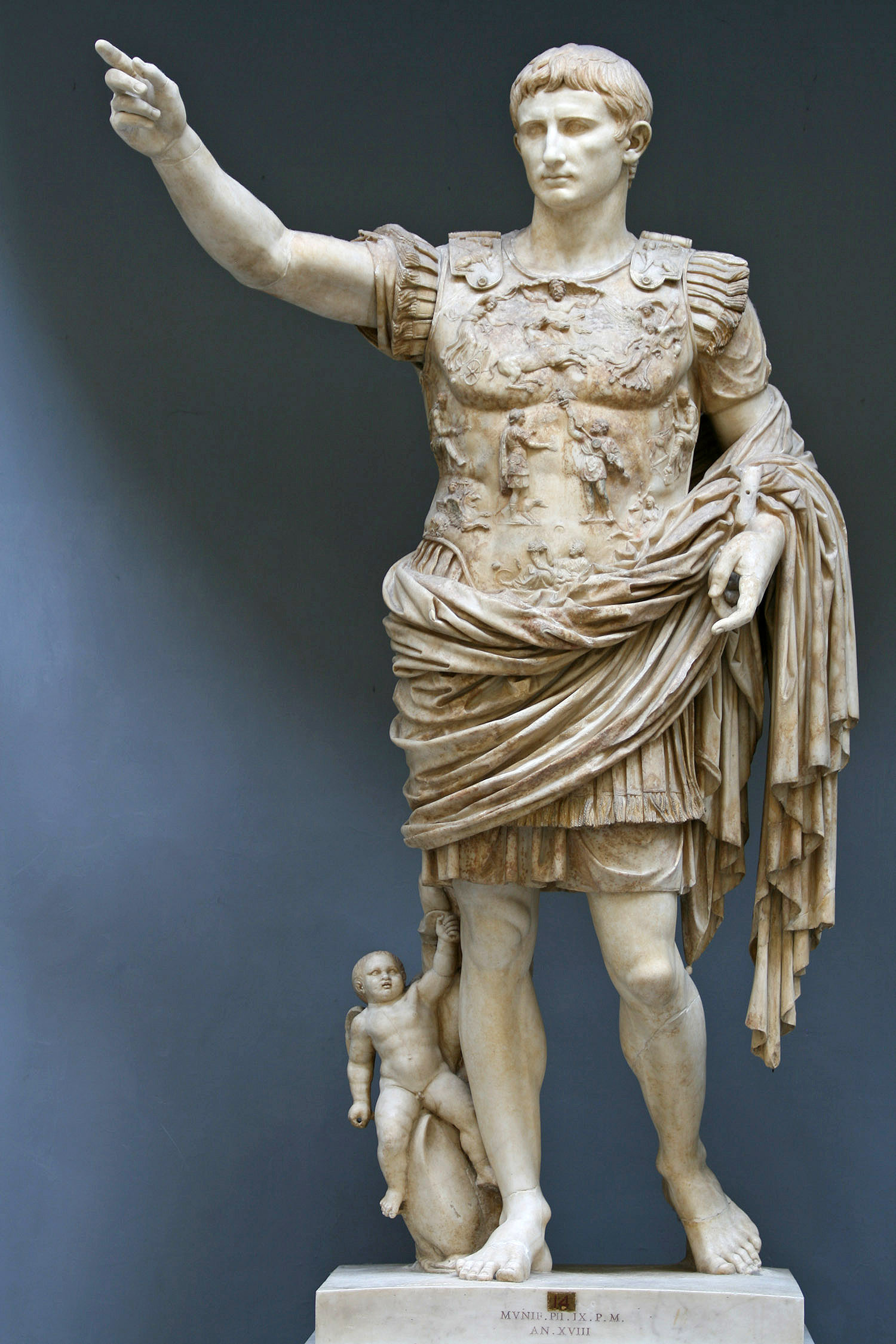
Augusto de Prima Porta.

El arte de la Antigua Roma son todas aquellas manifestaciones de las artes visuales que fueron exportadas a todos los territorios del Imperio romano. Las primeras manifestaciones surgieron bajo el influjo del arte etrusco y fueron después influenciadas por el arte griego, que los romanos conocieron en las colonias de la Magna Grecia, ubicadas en el sur de Italia y que conquistaron en el proceso de unificación territorial de la península durante los siglos IV y III a. C. La influencia griega se acrecienta cuando, en el siglo II a. C., los romanos ocupan Macedonia y Grecia.
Hasta cierto punto podría pensarse que el arte de Roma es una imitación y ampliación del arte griego, pero la Roma conquistadora y urbanista trató de unir al sentido estético griego, el carácter utilitario y funcional que sus obras requerían. El arte romano es un arte práctico y útil, fuertemente influido por el carácter austero de sus ejércitos. Si Grecia buscó la belleza, Roma buscó la utilidad en sus obras.
Desde el punto de vista cronológico, el arte romano se desarrolló con bastante homogeneidad y autonomía desde el siglo II a. C. hasta el siglo IV, cuando se produjeron las invasiones bárbaras. Siguiendo las etapas que su devenir histórico marca, destacan al menos la República, hasta el año 27 a. C., y el Imperio, que se extendió desde los tiempos de Augusto hasta la caída de Roma en manos de los bárbaros en el año 476.
A causa del profundo centralismo ejercido por Roma sobre sus provincias en todos los aspectos de la vida, se originó un arte muy uniforme sin que pueda hablarse de escuelas provinciales, al menos durante la época imperial. No obstante, dada la amplitud del Imperio y su constitución en diferentes momentos, no existe una contemporaneidad cronológica, pues en las zonas orientales donde el arte helenístico está más consolidado sus formas artísticas están mucho más evolucionadas que en las provincias occidentales más tardíamente incorporadas a la cultura romana.

## Dos grandes bases culturales: Etruria y Grecia
Desde el principio del arte romano pueden apreciarse las contribuciones más relevantes de dos grandes bases culturales: Etruria y Grecia. Por un lado, Grecia aportó la técnica de su escultura y la creación de sus órdenes arquitectónicos. Por otro lado, Etruria imprimió el gusto por el retrato, el culto a los antepasados y las máscaras funerarias, que fueron el punto de partida de la retratística romana. De Etruria también se heredaron rasgos técnicos, como la depurada técnica de la escultura en bronce o la utilización del arco de medio punto, que se convirtió en un elemento fundamental de la arquitectura romana.

## Esquema de las artes en la Antigua Roma
La Monarquía romana, República romana e Imperio romano, cubren el periodo desde el siglo VIII a. C. al V d. C. Se localiza primero en el Lacio (Italia Central), y se acabará extendiendo por toda la Cuenca del Mediterráneo (Mare Nostrum).
En el periodo anterior a la recepción de la cultura helenística (siglo III a. C.) se desarrolla un arte latino emparentado con otros pueblos itálicos (sabinos y sobre todo etruscos), por ejemplo, la Loba capitolina .
El período clásico del arte romano dura hasta el triunfo del cristianismo (siglo IV). Asimila y desarrolla la cultura griega (órdenes arquitectónicos, diseño de los templos, concepción escultórica), incorporándole características propias, tanto en materiales de construcción (mortero, cemento y hormigón romanos) como en elementos arquitectónicos (el arco -Arco de triunfo- y la bóveda, orden toscano y orden compuesto, principio de superposición de órdenes) y formas escultóricas (el retrato romano -exigido por el culto a los antepasados y la propaganda política, y que permite datar la evolución estilística y de la moda, sobre todo en la expresión y el peinado- ya el relieve romano, caracterizado por la búsqueda de la profundidad y la perspectiva) y pictóricas (los estilos pompeyanos, decorativos, narrativos o procurando el trampantojo).

## Arquitectura
La arquitectura de la Antigua Roma refleja un gusto por lo colosal y magnificente, al tiempo que un acusado sentido práctico y utilitario, manifestados ambos aspectos características construcciones romanas como son los puentes (puente de Alcántara), los acueductos (Pont du Gard, acueducto de Segovia) y las calzadas.

Entre los edificios públicos destacan las termas (termas de Caracalla), el teatro (Teatro Marcelo) y anfiteatro (Anfiteatro de Capua, Coliseo, Anfiteatro de El Djem), y el circo (Circo Máximo). La arquitectura religiosa está representada por el templo, como el Templo de Vesta, la Maison Carrée o el Panteón de Agripa. En la arquitectura civil pueden distinguirse varias tipologías: el foro, la basílica, el palacio (Domus Aurea de Nerón, construcción original del Palacio de Letrán, luego convertido en residencia papal), la villa (Villa romana del Casale), con su versión de villa imperial (Villa Jovis o de Tiberio en Capri, Villa Adriana) y la casa romana, particularmente la domus).
|                  |
| Coliseo de Roma. |

|                          |
| Arco de Septimio Severo. |

|                    |
| Panteón de Agripa. |

|                     |
| Mercado de Trajano. |

|                      |
| Basílica de Majencio |

|            |
| Tabulario. |

|                       |
| Acueducto de Segovia. |

|                          |
| Teatro romano de Mérida. |

## Escultura
La escultura de la Antigua Roma desarrolla distintas tipologías, como la escultura histórica narrativa (frisos corridos en relieve: Ara Pacis, Columna trajana), bustos, estatuas de cuerpo entero (Augusto de Prima Porta) y excepcionalmente ecuestres, reservadas a los emperadores (estatua ecuestre de Marco Aurelio).
|                            |
| El Buen Pastor, siglo III. |

## Pintura

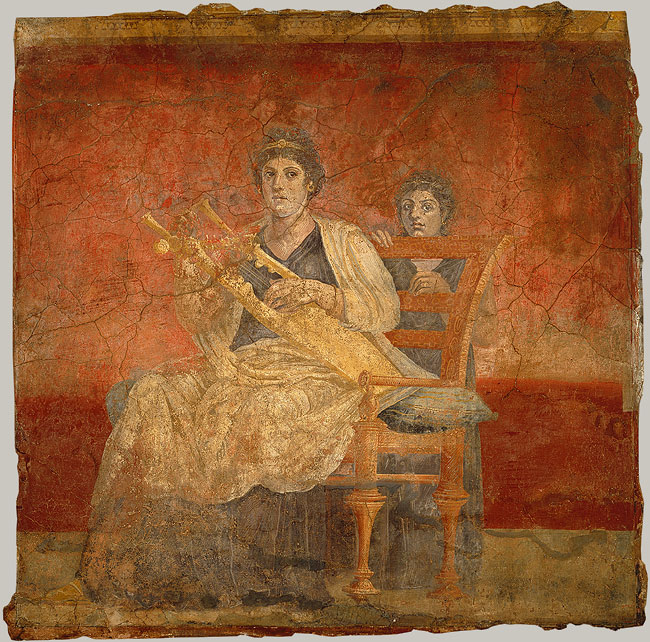
Mujer tocando la cítara.

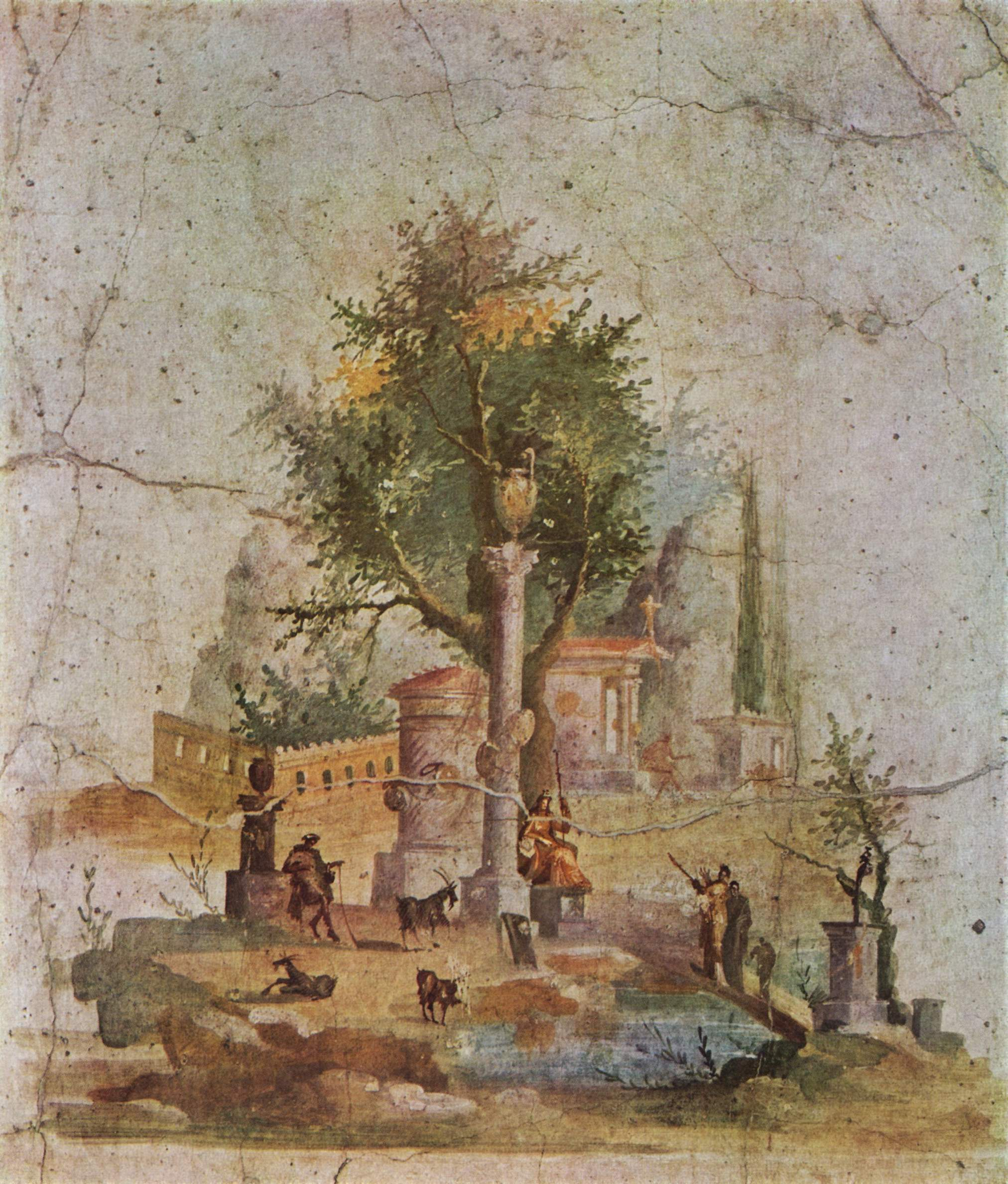
Villa de Agripa

Los romanos admiraban la pintura griega tanto como la escultura, y animaban a los artistas que trabajaban para ellos a hacer copias de obras griegas, especialmente famosas o populares. Los romanos tendían más que los griegos a decorar sus paredes con pinturas murales, y aunque siguen la tradición griega, muestran en sus pinturas un gran colorido y movimiento. Las pinturas se reproducían y se adaptaban conforme al talento de los artistas y las exigencias del cliente.
Los procedimientos usados en esta pintura debieron ser el encausto, el temple y el fresco. Los restos pictóricos conocidos más importantes son de tipo mural, frescos protegidos con una capa de cera que avivaba los colores.
Los temas más habituales son el decorativo de vajillas y muros y el histórico y mitológico en los cuadros murales. Se cultivaron con dicho carácter decorativo mural el paisaje, la caricatura, el retrato, los cuadros de costumbres, las imitaciones arquitectónicas y las combinaciones fantásticas de objetos naturales. 

### Pintura mural
Romanizada la pintura griega, tomó un carácter propio según puede verse en las decoraciones murales de Pompeya que constituyen el llamado estilo pompeyano. Se distingue este por la delicadeza, gracia y fantasía del dibujo, sobre todo, en vegetales estilizados, por la viveza del colorido por el realismo y la voluptuosidad en las figuras y por cierto contraste de colores y luces tal que aproxima el estilo al de la escuela impresionista moderna. Todo ello, aunque no sale del género decorativo, refleja el espíritu de una sociedad bulliciosa, elegante, frívola y voluptuosa.

La mayor parte de las pinturas murales conocidas corresponde a casas particulares y edificios públicos de Pompeya y Herculano, aunque también se han encontrado algunas pinturas en Roma y en otros lugares. El Museo de Nápoles, centro principal de estudio para el arte romano, conserva más de mil fragmentos de pintura al fresco, arrancados de los muros de Herculano y Pompeya. Entre los más famosos cuadros murales se cuentan las bodas aldobrandinas (Museos Vaticanos), Paris juzgando a las tres Diosas, Io libertada por Hermes y Ceres en su trono (de Pompeya, hoy en el Museo de Nápoles).

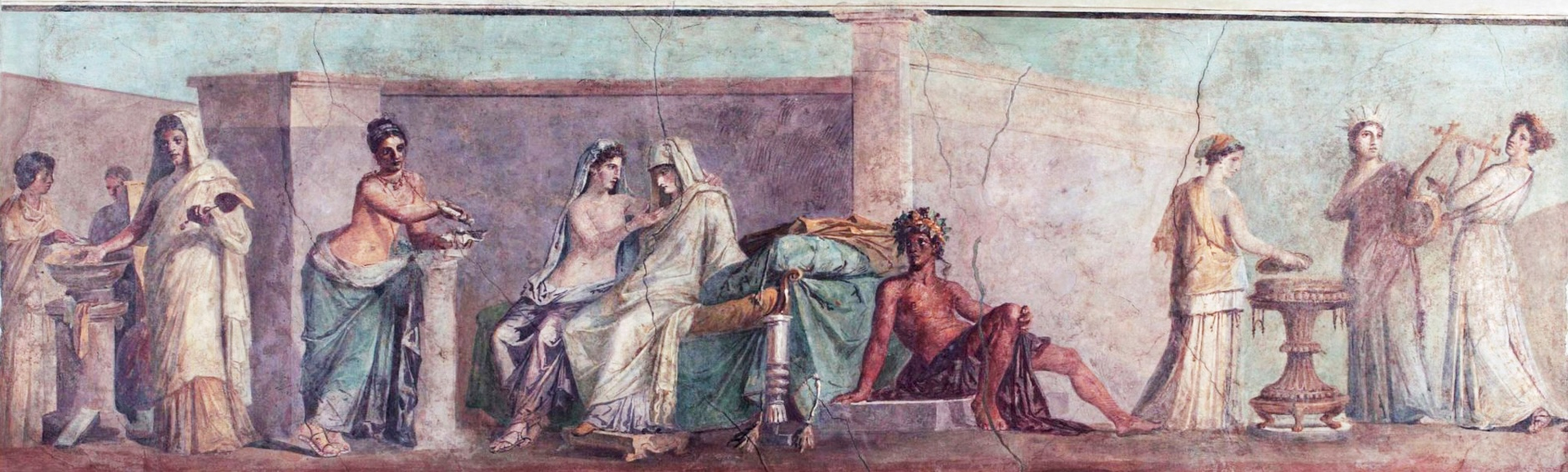
Bodas aldobrandinas. En el centro, una joven novia es consolada y sostenida por Venus., Roma.

### Mosaico

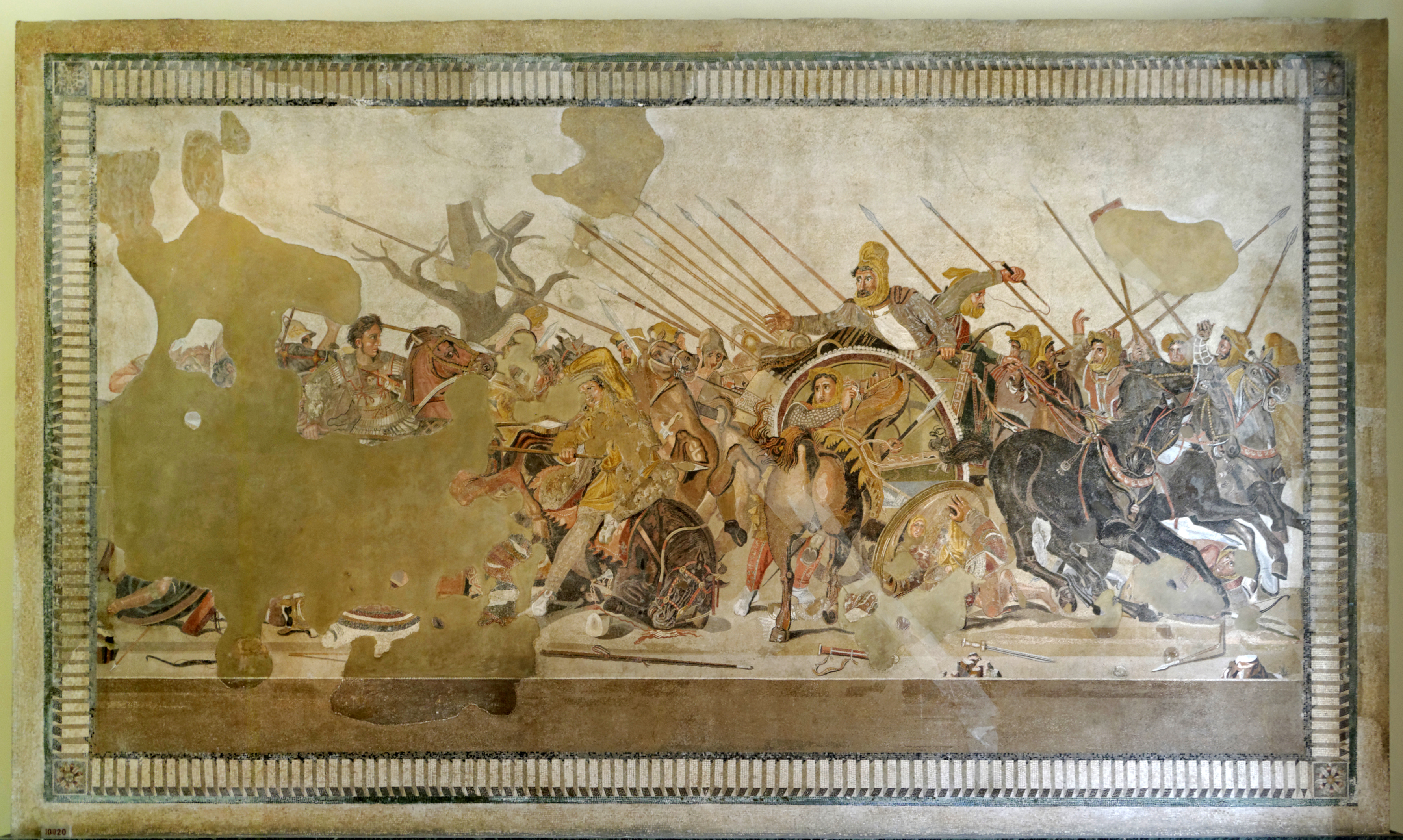
Mosaico de la batalla de Isos, Casa del Fauno, Pompeya.

Destacó también la pintura romana en el procedimiento del mosaico. En general, el mosaico es usado sobre todo para suelos. También en época romana se encuentra el mosaico extendido a cuadros pensiles, abrazando en uno y otro caso, asuntos y composiciones históricas. Se usaba para decorar interiores. Siguen utilizando el opus tesselatum de origen griego, aportando como novedad el opus sectile.
Entre los mosaicos, destaca el de la Batalla de Isso, en el referido museo napolitano con otros muchos. En cuanto a miniaturas, las más célebres y de las más antiguas de sabor pagano son
- los fragmentos de una Ilíada del siglo III en la Biblioteca Ambrosiana de Milán
- las cincuenta viñetas de Virgilio de la Biblioteca Apostólica Vaticana que datan del siglo IV} al V.

### Retrato

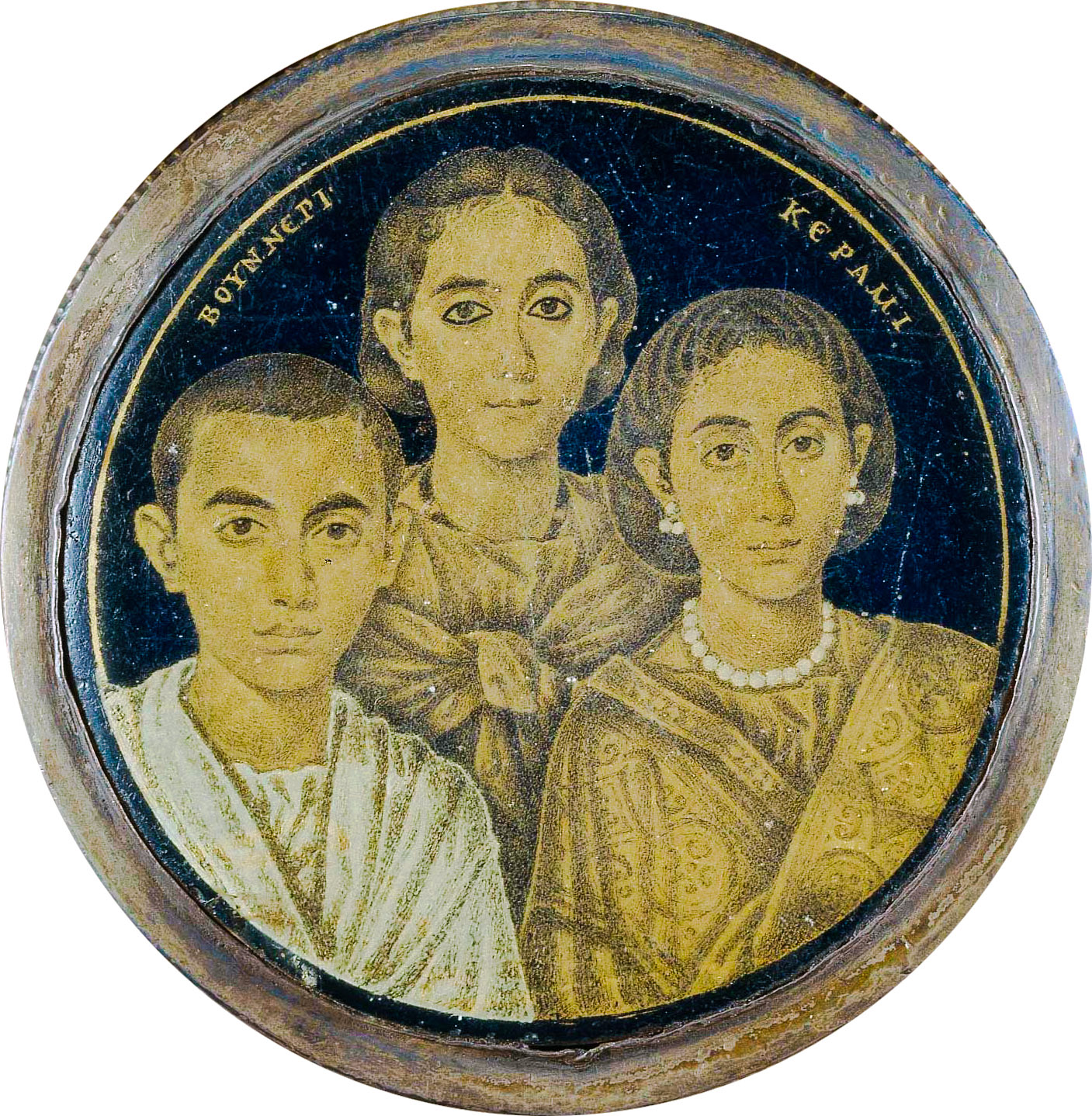
Retrato en vidrio dorado,.

En el Egipto romano se han encontrado numerosos retratos sobre tabla. Igualmente en Pompeya (Italia), y pintados al fresco, se descubrieron  retratos como los del Panadero y su esposa, o el de una muchacha, ambos en el Museo de Nápoles.

### Cerámica
La cerámica hispanorromana carece de figuras pintadas y solo las presenta en relieve y sin color distinto del fondo como puede observarse en los llamados barros saguntinos.
|                                            |
| Boda de Céfiro y Cloris, fresco pompeyano. |

|                           |
| Pintura mural en Pompeya. |

|                                  |
| Villa de los Misterios, Pompeya. |

|                  |
| Tondo Severiano. |

|                                                             |
| Vista de una villa, trampantojo en un fresco de Boscoreale. |